# Brunorock
Brunorock è stato un gruppo musicale hard rock/melodic rock italiano nato nel 1994 a Bolzano, in Trentino-Alto Adige, dall'iniziativa del cantante e chitarrista Bruno Kraler già membro di gruppi precedenti Dark Sky e Nightpride.

## Storia dei Brunorock
Esordirono nello stesso anno l'album di debutto Brunorock. I testi dell'album furono scritti interamente in italiano.
Dopo 8 anni senza una pubblicazione ufficiale, i Brunorock stamparono X-Over nel 2002 per la label tedesca Target Records. X-Over presentò una svolta nella carriera del gruppo grazie alla presenza di brani sia in lingua italiana che in lingua inglese (la maggior parte).
Il terzo capitolo della discografia dei Brunorock uscì 3 anni dopo (2005) con titolo Interaction. Il disco vide un sostanziale salto di qualità nella registrazione e stesura dei brani, grazie anche al mix finale curato da Michael Wagener a Nashville. Fra i musicisti che vi parteciparono come ospiti spiccano nomi blasonati come quelli di Rachel Bolan (Skid Row), Alex De Rosso (Dokken), Fredrik Bergh (Street Talk) e Bobby Altvater (Affair).
Dopo la pubblicazione nel 2007 del primo live del gruppo, "Live" on Fire, registrato durante il tour promozionale dell'album Interaction e autoprodotto a causa di problemi con l'etichetta precedente, il 12 settembre 2009 fu presentato il loro quarto lavoro, l'album War Maniacs, edito dall'etichetta tedesca 7Hard.

## Discografia

### Album studio
- 1994 - Brunorock
- 2002 - X-Over
- 2005 - Interaction
- 2009 - War Maniacs (7 Hard)

### Live
- 2007 - "Live" on Fire

### Singoli
- 2004 - Pray for the Rain

## Formazione
La formazione del gruppo ha avuto numerosi cambi, ruotando attorno alla figura del leader.
L'ultima conosciuta, quella del disco War Maniacs, era composta da:
- Bruno Kraler - voce, chitarra
- Alessandro Del Vecchio - tastiera
- John Billings - basso
- Dominik Huelshorst - batteria
- Lino - solista

### Componenti precedenti
- Bobby Altvater - chitarra
- Hogel Schulten - basso
- Juha Varpio - tastiere